# A fior di pelle (Marlene Kuntz)
A fior di pelle è un singolo dei Marlene Kuntz pubblicato nel 2003 per la Virgin Records estratto dall'album Senza peso.

## Tracce
1. A fior di pelle